# Limnophila acuspinosa
Limnophila acuspinosa är en tvåvingeart som beskrevs av Alexander 1931. Limnophila acuspinosa ingår i släktet Limnophila och familjen småharkrankar. Inga underarter finns listade i Catalogue of Life.